# Miguel López (Komponist)
Miguel López, OSB, auch Miguel López y Sebastián und katalanisch Miquel López, (* 1. Februar 1669 in Villaroya de la Sierra (Aragon); † 7. Juni 1723 in Saragossa) war ein spanischer Barockkomponist, Organist und Musikwissenschaftler. Miguel López war Benediktinermönch im Kloster Montserrat und leitete als Chormeister die Escolania de Montserrat.

## Leben und Werk
López trat 1678 in die Escola de Montserrat ein und wurde dort von Joan Cererols und Joan Garcia bis 1684 ausgebildet. 1686 trat er in den Benediktinerorden ein. Er setzte seine Studien von 1686 bis 1696 im Kloster San Martín de Madrid fort. Gleichzeitig wirkte er dort als Organist. Von 1705 bis 1715 wirkte er an Sanct Benito de Valladollid als Organist.
López wirkte zwei Mal, von 1696 bis 1705 und von 1715 bis 1718, als Chormeister der Escolania de Montserrat.
López verfasste eine Geschichte von Montserrat in lateinischer Sprache und einen nicht-überlieferten Musiktraktat. Von López sind geistliche Vokalmusik mit und ohne Continuo-Begleitung, einige Orgelkompositionen, Villancicos und einige säkulare Kantaten überkommen. Seine kompositorische Tätigkeit zielte generell darauf ab, musikalische Neuerungen aus anderen Ländern mit der eigenen Musikkultur evolutiv in Einklang zu bringen. Er verteidigte die musikalischen Ansätze von Francesc Valls und damit die neue Moderne. Seine diesbezügliche musiktheoretische dreibändige Arbeit Exagoge ad musicem ist abhandengekommen.